# Блинов, Андрей Андреевич
Андрей Андреевич Блинов (1869—1916) — московский адвокат, член III Государственной думы от Воронежской губернии.

## Биография
Потомственный дворянин. Родился в 1869 году.
Окончил 1-ю Московскую гимназию (1888) и юридический факультет Московского университета (1892).
По окончании университета поселился в своем имении Валуйского уезда, где состоял уездным и воронежским губернским гласным, а также почетным мировым судьей. В 1895 году записался в сословие московской присяжной адвокатуры и весь стаж проходил под руководством С. А. Муромцева, у которого был записан помощником. Затем был присяжным поверенным округа Московской судебной палаты. Интересуясь сельским хозяйством и местным самоуправлением, состоял в течение нескольких лет членом Московского общества сельского хозяйства, а с 1900 года — юрисконсультом Московского губернского земства. Проживая преимущественно в Москве, не терял связи с Воронежской губернией, где имел 450 десятин земли и был земским гласным по Валуйскому уезду.
В 1907 году был избран членом III Государственной думы от Воронежской губернии. Входил во фракцию прогрессистов и мирнообновленцев. Состоял членом комиссий: финансовой, о неприкосновенности личности, по исполнению государственной росписи доходов и расходов.
Был председателем правления Московского народного банка, московский домовладелец. 
Умер 25 ноября (8 декабря) 1916 года. Был вдовцом.